# پائولو کاوارا
پائولو کاوارا (ایتالیایی: Paolo Cavara؛ ‏ ۴ ژوئیهٔ ۱۹۲۶ – ۷ اوت ۱۹۸۲) کارگردان فیلم، فیلم‌نامه‌نویس و تهیه‌کننده فیلم اهل ایتالیا بود.
از فیلم‌های او می‌توان به حلزون بزرگ و بطن سیاه رتیل اشاره کرد.
در طول دهه ۱۹۵۰، او در دانشگاه فلورانس در رشته معماری تحصیل کرد و پس از آن مستندهایی را برای سفرهای علمی اکتشافی تولید کرد و به عنوان پیشگام در فیلمبرداری زیر آب ظاهر شد (یکی از این سفرها سفر مهم ۱۹۵۱ به سیلان همراه با فرانکو پروسپری بود که توسط فرانکو پروسپری مستند شده بود. اخبار محلی، که تجربه Folco Quilici در قاره ششم را پیش‌بینی می‌کرد). بعد، کاوارا روی یک سری فیلم تلویزیونی ملی ایتالیا به رهبری جورجیو موزر کار کرد. او همچنین به عنوان دستیار کارگردان (تیمبوکتو و مایا برهنه، محصول ۱۹۵۸ هنری کوستر) کار کرد.
در سال ۱۹۶۲، کاوارا با گوالتیرو جاکوپتی باردار شد و اولین فیلم شوکه کننده تاریخ را کارگردانی کرد: موندو کین، در حالی که پروسپری به عنوان کارگردان دوم شناخته شد. برای این فیلم، کاوارا به هر نقطه از جهان، از آفریقا تا آسیا، اروپا تا ژاپن سفر کرد و زندگی خود را به‌طور مداوم در خطر قرار داد. او بیشتر فیلم‌های فیلم را گرفت.[۱][۲] کاوارا در نهایت دوباره با جاکوپتی در لاس وگاس ملاقات کرد و هر دو در تصادف اتومبیلی که بلیندا لی ستاره ستاره بریتانیایی جان خود را از دست داد، درگیر شدند. این فیلم در جشنواره کن ارائه شد.